# Mar de la Cooperació

Mars de l'Antàrtida, amb la ubicació del mar de la Cooperació

El mar de la Cooperació, també anomenat mar Sodrújestva pel seu nom en rus, és un mar de l'oceà Antàrtic situat entre la Terra Enderby (el seu límit est és a 59° 34′ E) i el casquet de gel de l'Oest (85°E), fora de la costa de la Terra MacRobertson i la Terra Princesa Elizabeth. S'estén per una superfície d'uns 258.000 km².
L'Estació Davis es troba a la costa d'aquest mar.
A l'est del mar de la Cooperació es troba el mar de Davis, i a l'oest el mar dels Cosmonautes.